# Lee Haney

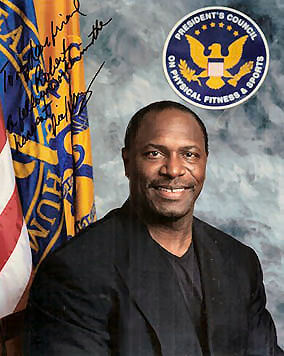
Lee Haney

Lee Marvin Haney (* 11. November 1959 in Spartanburg, South Carolina) ist ein US-amerikanischer Bodybuilder.
Der 1,80 m große Haney ist mit acht Titeln zusammen mit Ronnie Coleman Rekordhalter bei den Mr.-Olympia-Titeln (1984 bis 1991).

## Wettkampferfolge
- 1979 Teen Mr. America	Tall, 1. Platz
- 1982 Junior Nationals	Heavyweight & Overall, 1. Platz
- 1982 Nationals Heavyweight & Overall, 1. Platz
- 1982 World Amateur Championships Heavyweight, 1. Platz
- 1983 Grand Prix England, 2. Platz
- 1983 Grand Prix Las Vegas, 1. Platz
- 1983 Grand Prix Schweden, 2. Platz
- 1983 Grand Prix Schweiz, 3. Platz
- 1983 Night of Champions, 1. Platz
- 1983 Mr. Olympia, 3. Platz
- 1983 World Pro Championships, 3. Platz
- 1984 Mr. Olympia, 1. Platz
- 1985 Mr. Olympia, 1. Platz
- 1986 Mr. Olympia, 1. Platz
- 1987 Mr. Olympia, 1. Platz
- 1987 Grand Prix Deutschland (II), 1. Platz
- 1988 Mr. Olympia, 1. Platz
- 1989 Mr. Olympia, 1. Platz
- 1990 Mr. Olympia, 1. Platz
- 1991 Mr. Olympia, 1. Platz